# Мельников Микола Васильович
Микола Васильович Мельников ((15 (28) лютого 1909 , Сарапул, Вятська губернія  — 7 грудня 1980 , Москва )) — радянський інженер, учений в галузі гірничої справи. Академік АН СРСР (1962), Герой Соціалістичної Праці (1979). Депутат ВР СРСР 6-го скликання (1962—1966).

## Біографія
Народився 15 (28) лютого 1909 року в Сарапулі (нині Удмуртія) в родині робітника.
- У 1929 році закінчив гірничо-металургійний технікум.
- З 1930 року працював у системі вугільної промисловості: змінний інженер копальні, інженер-проєктант проєктно-дослідницького інституту в Свердловську, головний інженер Лопатинської фосфоритової копальні
- У 1933 році закінчив Свердловський гірничий інститут.
- До 1943 року — головний інженер трестів «Союзсірка», «Союзграфіт», директор заводу «Червона Зоря», головний інженер управління неметалорудної промисловості Народного комісаріату промисловості будівельних матеріалів СРСР.
- З 1943 року — начальник управління Народного комісаріату вугільної промисловості СРСР.
- Член ВКП(б) із 1944 року.
- Із січня 1946 до 1948 року — заступник міністра та член колегії Наркомату (міністерства) вугільної промисловості східних районів СРСР.
- Із січня 1949 року — член Бюро з палива і транспорту при РМ СРСР з перевірки виконання рішень уряду з вугільної промисловості.
- Одночасно з господарською діяльністю у 1950–1956 роках працював на посаді професора в Академії вугільної промисловості.
- З лютого 1951 року заступник міністра паперової та деревообробної промисловості СРСР з кадрів.
- 23 жовтня 1953 року обраний членом-кореспондентом АН СРСР у відділення технічних наук.
- З грудня 1953 року член Бюро з металургії, вугільної промисловості та геології при Раді Міністрів СРСР.
- З 1955 по 1964 рік працював заступником директора та директором ІГСАН імені О. О. Скочинського.
- У травні 1959 — червні 1960 років голова Ради техніко-економічної експертизи Держплану СРСР.
- З 8 грудня 1961 до 21 січня 1963 року — голова Державного комітету Ради міністрів СРСР з паливної промисловості — міністр СРСР.
- 29 червня 1962 року обраний дійсним членом АН СРСР у відділення технічних наук за спеціальністю «гірнича справа».
- З січня 1963 до жовтня 1965 року — голова Державного комітету з паливної промисловості Держплану СРСР — міністр СРСР.
- З 1966 — член Президії АН СРСР.
- З 1967 року керівник сектору фізико-технічних гірничих проблем Інституту фізики Землі АН СРСР, потім ректор Академії народного господарства СРСР та директор Інституту проблем комплексного освоєння надр АН СРСР.

Помер 7 грудня 1980 року. Похований 11 грудня в Москві на Новодівичому кладовищі (ділянка № 9).

### Родина
Сини:
- Мельников Микола Миколайович (1938—2018);
- Мельников Андрій Миколайович, гірничий інженер (нар. 1946).

## Наукова діяльність
Головні наукові здобутки М. В. Мельникова пов'язані з розробкою теорії відкритого способу видобутку корисних копалин, дроблення гірських порід вибухом, методів визначення робочих параметрів гірничих машин та з питаннями розвитку гірничої промисловості.
Вивчав проблеми розробки глибоких горизонтів Криворізького залізорудного басейну.

## Нагороди
- Заслужений діяч науки і техніки РРФСР (1960);
- Сталінська премія третього ступеня (1946) — за докорінні удосконалення відкритих розробок вугільних пластів, що забезпечили значне підвищення продуктивності праці та зростання видобутку вугілля;
- Державна премія СРСР (1979) — за розробку та впровадження прогресивних технічних рішень щодо освоєння в короткі терміни Талнахсько-Жовтневого поліметалевого родовища, що забезпечили різке зростання виробництва кольорових металів на Норильському ГМК;
- Медаль «Серп і Молот» (1979)[4]
- тричі орден Леніна (29.06.1966; 17.09.1975; 27.02.1979)[5] ;
- тричі орден Трудового Червоного Прапора (08.04.1944; 28.02.1959; 07.03.1969);
- орден «Знак Пошани» (20.10.1943);
- медалі;
- Почесний громадянин Сарапула (1981 — посмертно).

## Пам'ять

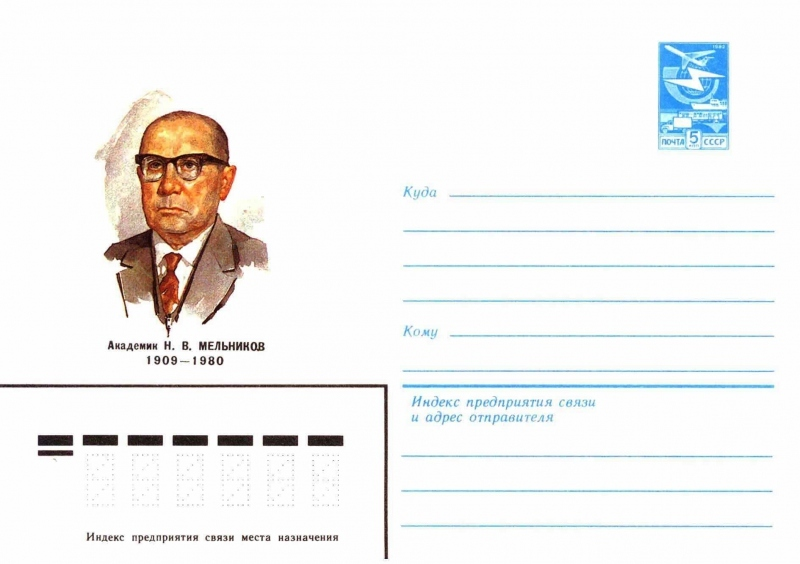
Конверт 1983 р. на честь М. В. Мельникова

АН СРСР 1981 року було засновано золоту медаль імені М. В. Мельникова, яка присуджується за видатні роботи в галузі проблем комплексного освоєння надр.
- Глиба гірничої науки. Фільм про академіка М. В. Мельникова. МИКСП — Сарапул, 2009;
- Погруддя вченого встановлено біля Будинку-музею на батьківщині в Сарапулі;
- Будинок-музей у Сарапулі — єдиний у Росії будинок-музей вченого[7];
- Ім'ям названо вулицю в Сарапулі.